# Мінгунський дзвін
Мінгунський дзвін (бірм. မင်းကွန်းခေါင်းလောင်းတော်ကြီး) — бронзовий дзвін, встановлений в місті Мінгун біля Мандалаю, М'янма. Другий за величиною діючий дзвін світу; а до 1 січня 2000 року, коли уперше задзвонив Дзвін Щастя в Піндиншані, Китай, — найбільший.

## Історія дзвону
Мингунский дзвін відлив в 1808—1810 роках по велінню бірманського короля Бодопайї для велетенської ступи Патходауджі, яку Бодопайя планував побудувати як найбільший буддистський храм у світі. Дзвін виготовили місцеві майстри-ливарники на острові посеред річки Іраваді. Він був відлитий з сплаву з п'яти металів за древнім бірманським способом: в мідь додали золото, срібло, залізо і свинець. Король Бодопайя особисто контролював процес відливання дзвону. До місця установки його доставляли на двох баржах; для того, щоб баржі могли підійти до місця будівництва, було прорито два канали. Під час сезону дощів в каналах піднялася вода і дзвін підвісили на декількох колодах, пов'язаних разом і встановлених на двох кам'яних стовпах. Коли вода пішла, баржі відвели, а канали були засипані.

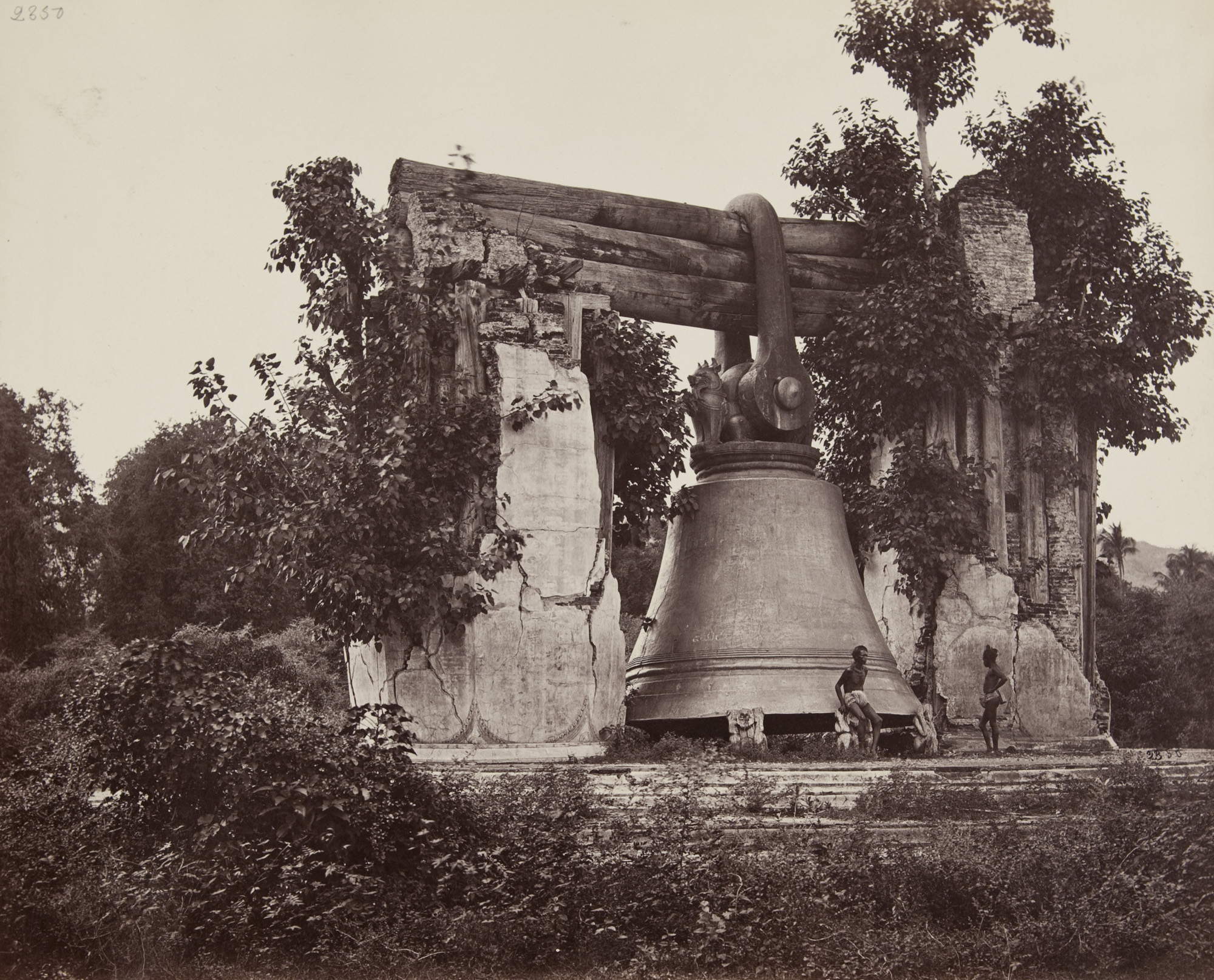
Мінгунський дзвін в 1873 році

Землетрусом 23 березня 1839 року стовпи, на яких висів дзвін, було зруйновано. Дзвін упав на землю, але уцілів. Європа дізналася про мінгунський дзвін завдяки знаменитому британському фотографові Феліксу Беато, що подорожував по Бірмі в 1880-х роках. Лише у 1896 році дзвін був піднятий і повішений на сталеву балку, що покоїться на залізобетонних стовпах. Пізніше над дзвоном звели дерев'яний павільйон з різьбленим дахом, стилізований під традиційний невеликий сільський храм.

## Опис дзвону
Нижній діаметр мінгунського дзвону трохи менше 5 м, висота близько 3,5 м, а разом з петлею для підвіски — майже 7 м. Товщина стінок дзвону — від 15 до 30 см Маса дзвону складає понад 90 тонн або, в традиційних бірманських одиницях, 55.555 віссів. Це число, що складається з п'яти п'ятірок, має важливий нумерологічний сенс. П'ять символів, схожих на п'ятірки, нанесені на поверхню дзвону (їх можна бачити на фото). Петля для підвіски прикрашена фігурами двох міфічних левів (чінте).
Незважаючи на падіння під час землетрусу, мінгунський дзвін у гарному стані і не має тріщин. Голос дзвону глибокий, чистий, мелодійний і дуже тривалий. Мінгунський дзвін не має язика, звук викликається за допомогою калатала з тіку. Будь-хто може ударити в дзвін, це вважається проявом дружелюбності і поваги до традицій. Туристи можуть, пригнувшись, залізти під дзвін. Через це уся його внутрішня поверхня поцяткована граффіті.

## Фототека

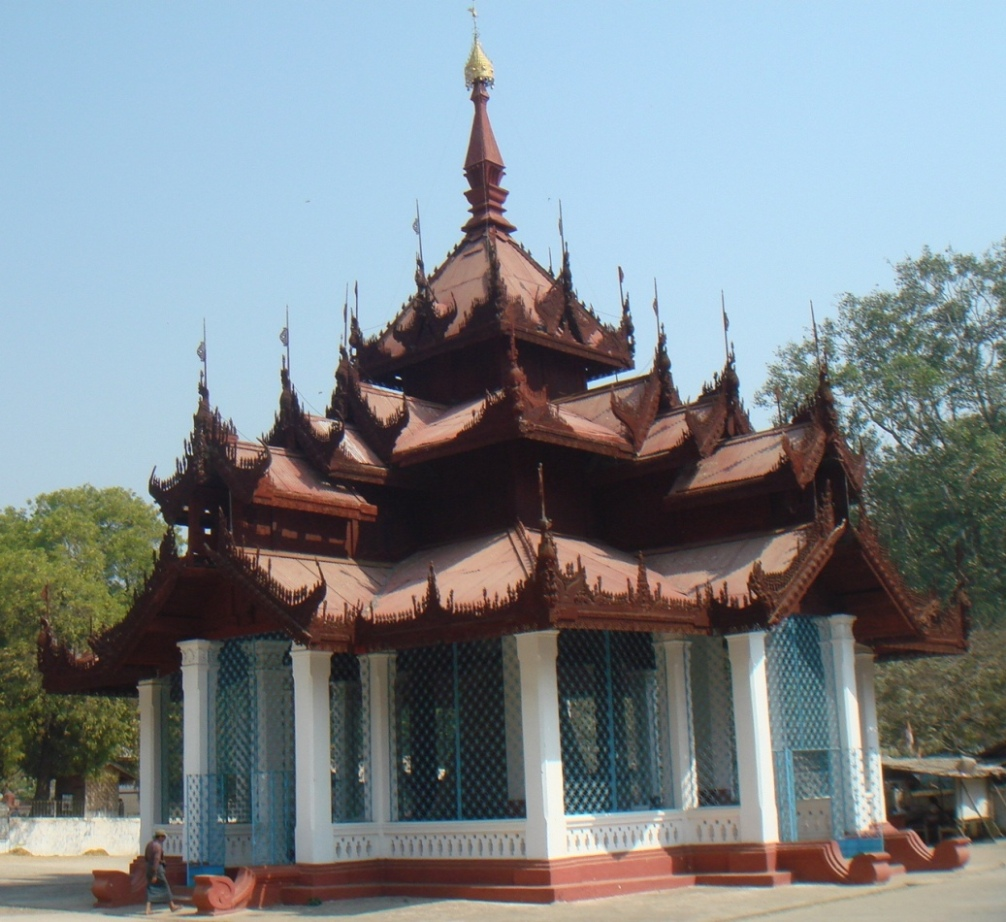
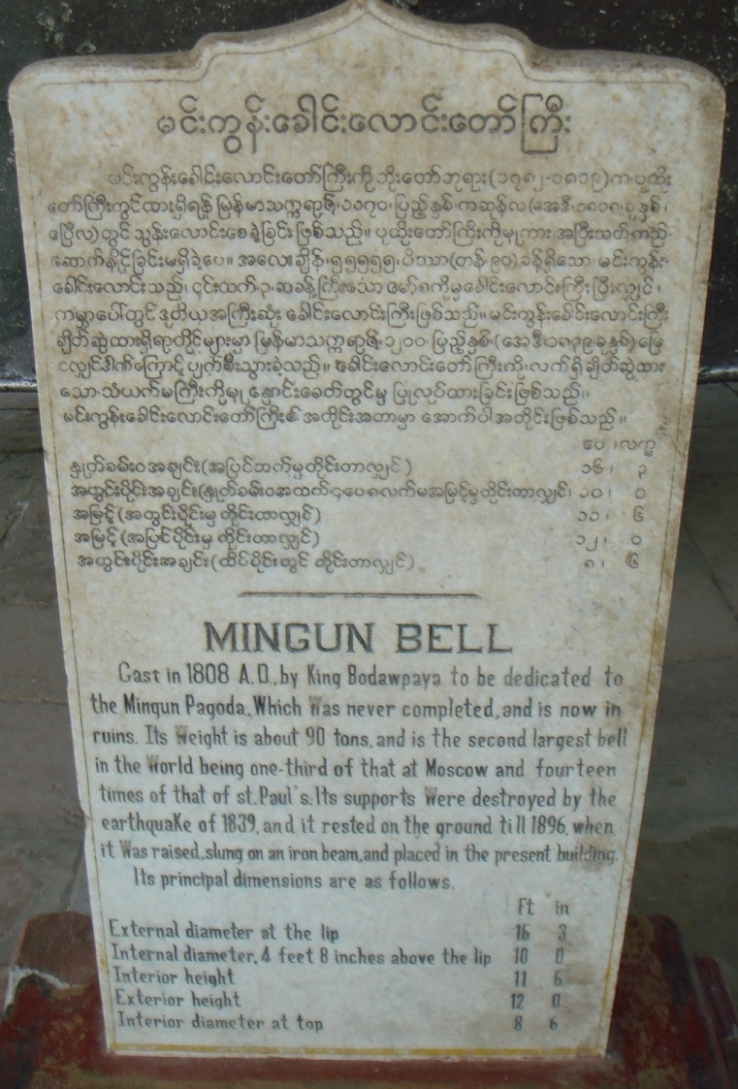
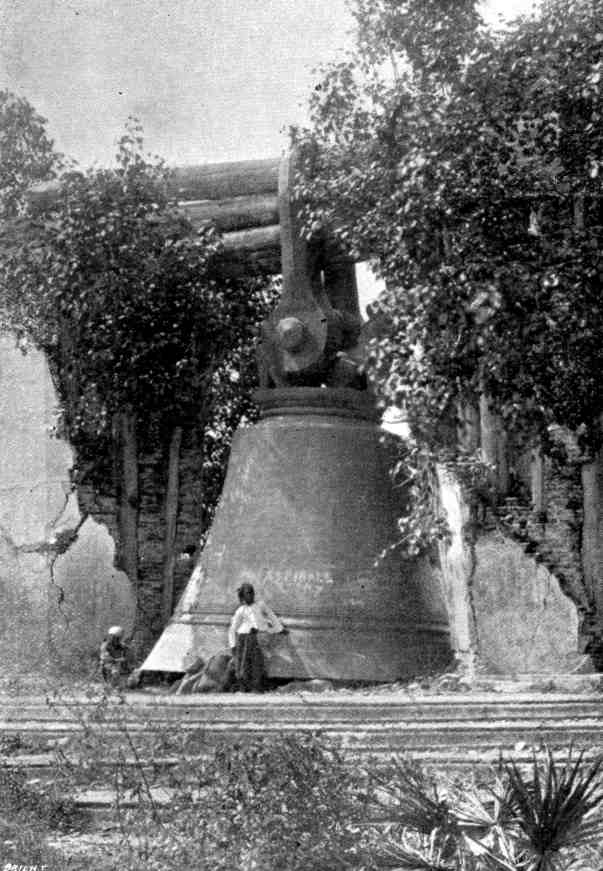
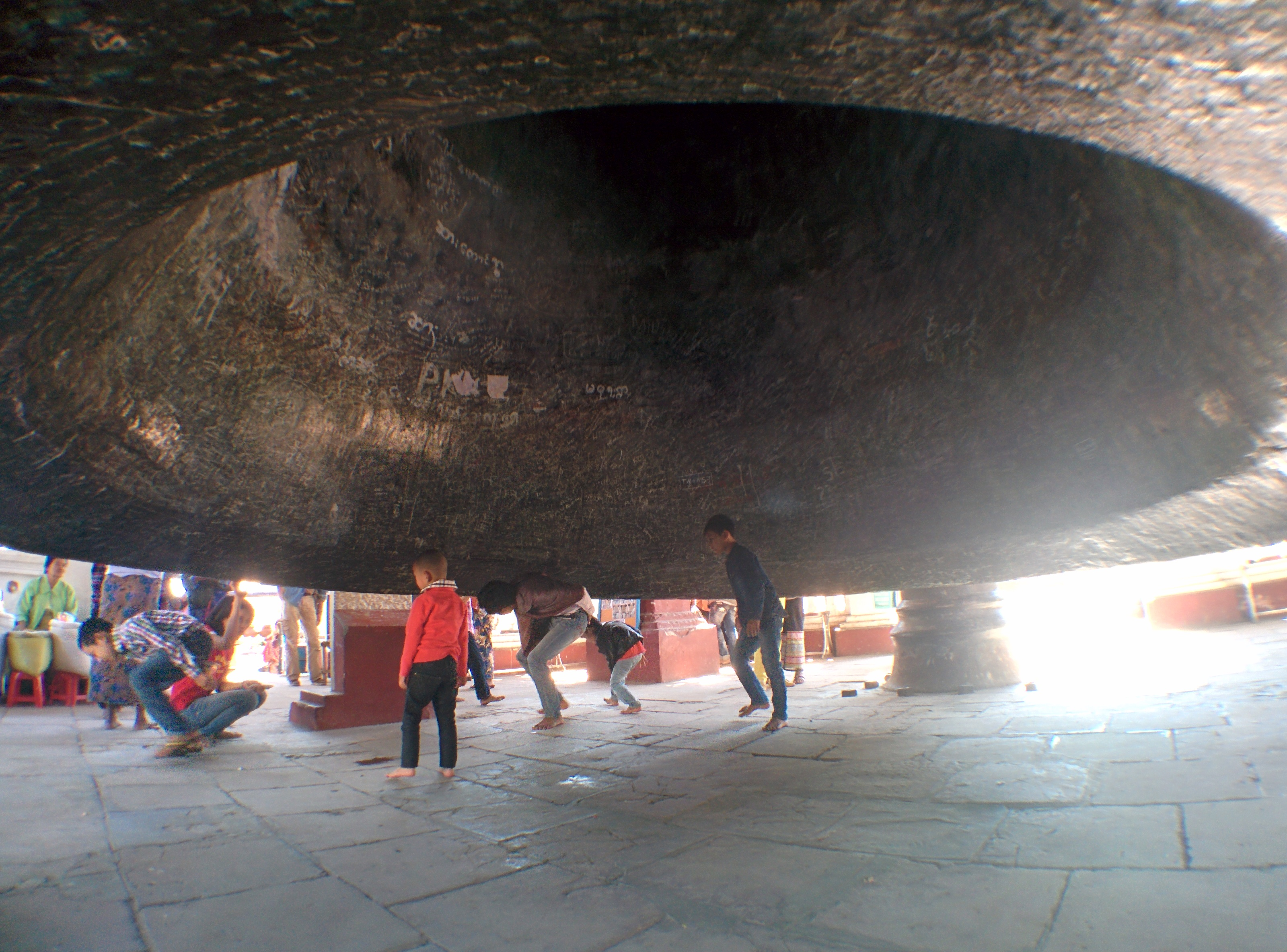